# Карцыганов, Евгений Александрович
Евгений Александрович Карцыганов (5 января 1932, Керчь, Крымская АССР — 24 августа 2016, Керчь) — советский, украинский и российский крымский художник. Заслуженный художник УССР (1990).

## Биография
Родился 5 января 1932 года в Керчи.
В 1948—1950 годах работал плакатистом Керченского судоремонтного завода; с 1959 года – в Керченском цеху Крымского художественно-производственного комбината.
В 1959 году окончил Крымское художественное училище им. Н. С. Самокиша (преподаватели — В. А. Апанович, А. А. Пузыревич). В 1962 году принят в Союз художников СССР.
С 1960 года был участником более 70-ти крымских, республиканских и всесоюзных выставок, в том числе пяти Всесоюзных выставок акварели. Его картины также выставлялись за рубежом: Куба (1970, 1981), Мексика (1973), Венгрия (1974), Болгария (1975), Австрия (1977), Австралия (1979), Испания (1990), Италия (2000), США (2001).
Член правления Крымской организации Союза художников Крыма, член городского художественного совета при горисполкоме, председатель Керченской организации Союза художников Крыма (1993—2000).
Произведения художника входят в коллекции живописи и графики художественных музеев и картинных галерей Москвы и Киева, Симферополя и Феодосии, Севастополя и Керчи.
Умер в августе 2016 года. Гражданская панихида прошла в Керчи в картинной галерее Восточно-Крымского историко-культурного музея-заповедника.

### Семья
- Дочь — Ольга Евгеньевна Карцыганова (род. 1958), живописец, художница декоративного текстиля[3].

## Основные произведения
- «Под мирным небом»(1960),
- «У рыбаков Азова»(1968),
- «Крымская мозаика»(1968-1970),
- «Керчь индустриальная»(1970-1971),
- «О моём городе» (1988),
- «Боспор Киммерийский»(1990).

Репродукции известных работ Карцыганова печатались в журналах «Работница» №1(1961), «Искусство»(1970), «Дружба народов» №3(1970); в альбомах: «Современная украинская акварель» (1978), «Современная советская акварель» (1983), «Крымский пейзаж» (1990); альманахах «Крымский альманах» (1960), «Дух вечности вечен» (2000-2001); подборках почтовых открыток и конвертов.

## Награды и звания
Заслуженный художник УССР (1990).
В 2005 году награждён Золотой медалью Всероссийской творческой общественной организации «Союз художников России».
Диплом Союза художников СССР (1972), Диплом Союза художников Украины (1975), Грамота Национального Союза художников Украины (2000), Золотая медаль Всероссийской творческой общественной организации Союза художников России (2015).

## Память
В 2017 году, в первую годовщину смерти художника, в Керчи прошла выставка его работ, открывшаяся программой «Гостиная на Дворянской», посвящённая памяти Е. А. Карцыганова.